# بروسونتة غريفية
بروسونتة غريفية (الاسم العلمي:Broussonetia greveana) هي نوع من النباتات تتبع جنس البروسونتة من الفصيلة التوتية.